# John Dennis (Bischof)
John Dennis (* 19. Juni 1931; † 13. April 2020) war ein britischer anglikanischer Theologe. Er war von 1986 bis 1992 Bischof von St Edmundsbury und Ipswich in der Church of England.
Dennis besuchte die Rutlish School in Merton; sein Vater unterrichtete dort Biologie. Er studierte am St Catharine’s College der University of Cambridge. 1954 erwarb er dort einen Bachelor of Arts und 1959 einen Master of Arts. Zur Vorbereitung auf sein Priesteramt studierte er Theologie am Ripon Theological College in Cuddesdon in der Nähe von Oxford. Seine Priesterlaufbahn begann er von 1956 bis 1960 als Vikar (Curate) an der St Bartholomew's Church in Armley, einem Stadtbezirk im Westen von Leeds, und von 1960 bis 1962 in Kettering. 1962 wurde er Pfarrer (Vicar) der Isle of Dogs; 1971 wechselte er nach Mill Hill im London Borough of Barnet und war dort bis 1979 Pfarrer. Von 1973 bis 1979 war er Dekan (Area Dean) von West Barnet. Von 1977 bis 1979 er Präbendar (Prebendary) an der St Paul’s Cathedral in London. 1979 wurde er zum Bischof geweiht. Von 1979 bis 1986 war er als „Bischof von Knaresborough“ Suffraganbischof in der Diözese Lichfield in der Church of England. 1986 wurde er, als Nachfolger von John Waine, Bischof von St Edmundsbury and Ipswich in der Church of England. Ende September 1996 ging er in den Ruhestand. Sein Nachfolger als Bischof von St Edmundsbury and Ipswich wurde Richard Lewis. Nach seinem Ruhestand wirkte er seit 1992 als Ehrenamtlicher Hilfsbischof (Honorary Assistant Bishop) in der Diözese von Winchester.
Dennis war verheiratet und Vater von zwei Söhnen. Sein jüngerer Sohn ist der britische Komiker Hugh Dennis.

## Mitgliedschaft im House of Lords
Dennis gehörte in seiner Eigenschaft als Bischof von St Edmundsbury and Ipswich von Ende Oktober 1991 bis Ende September 1996 bis zu seinem Ruhestand als Bischof von St Edmundsbury and Ipswich als Geistlicher Lord dem House of Lords an.
Im Hansard sind insgesamt 10 Wortbeiträge von John Dennis aus den Jahren von 1992 bis 1996 dokumentiert. Seine erste im Hansard dokumentierte Wortmeldung erfolgte am 25. November 1992 in einer Debatte über Arbeitslosigkeit. Am 27. März 1996 meldete er sich während seiner Amtszeit im House of Lords im Rahmen einer Debatte zur Sozialpolitik zuletzt zu Wort.